# La Prada
La Prada es una pedanía perteneciente al municipio de Valle de Tobalina, situado en la Provincia de Burgos, Comunidad Autónoma de Castilla y León (España) comarca de Las Merindades, partido judicial de Villarcayo.

## Geografía
Esta localidad se encuentra a 669 m s. n. m., en el interfluvio formado por los arroyos de Prada y de Revilla, muy próxima al pie de monte de la sierra de Arcena, al suroeste de la misma.  
El acceso al pueblo se realiza desviándose de la carretera comarcal BU-532, que conduce a Pedrosa, en dirección noreste a lo largo de unos 300 metros. Se encuentra a 7,4 km a Quintana Martín Galindez, capital del municipio y a 91 km de Burgos
Confina con las siguientes localidades:
- Al sureste con Las Viadas.
- Al suroeste con Parayuelo, Hedeso y Santa Coloma.
- Al oeste con Extramiana.
- Al noroeste con Rufrancos.

## Patrimonio cultural
La parroquia es dependiente del Arciprestazgo de Medina de Pomar, diócesis de Burgos y está dedicada a San Pelayo, lo que podría indicar una temprana repoblación mozárabe. La nave es de aproximadamente 16x8 metros y su eje longitudinal está orientado de sureste a noroeste. En el costado norte de la nave está adosado el campanario, la sacristía y el cementerio. En el costado sur está el pórtico de ingreso. Al exterior se aprecia perfectamente cómo la parte superior del edificio es obra posterior.
Recientemente fue restaurada la iglesia de San Pelayo, gracias a una aportación de un antiguo vecino, ahora párroco en los EE.UU. En su interior sobresale especialmente el altar, en cuyo centro está la imagen de San Pelayo. La planta del templo muestra claramente un crucero, aunque las capillas que lo forman son de distinto tamaño. El presbiterio es profundo y está cubierto de bóveda estrellada muy conseguida, consecuencia de un ábside poligonal. Presenta lunetos en las esquinas en cuyos apoyos aparecen tenantes; todo en buena sillería. Recuerda a las conocidas capillas renacentistas de los Velasco. En la capilla derecha del crucero hay un nicho que lo ocupa la venerada imagen románica de Nuestra Señora de Calleros. Es semejante a otras medievales de la región, y mide 0.92 metros de altura. En la capilla del crucero izquierdo, en una parte elevada, se encuentra el escudo de armas de la familia que posiblemente fue la que apoyó especialmente la edificación de la iglesia. Esta, data posiblemente de la segunda parte del siglo XVI, aunque se sospecha que pudiera haber sido edificada sobre los restos de una capilla más antigua, pues el crucero derecho cuenta con un arco de medio punto y una bóveda de cañón, los cuales resaltan sobre el marcado carácter gótico del resto de la estructura. Podrían, por tanto, haber pertenecido a una edificación previa
En 1569 se colocaron las campanas en la espadaña, levantada por maese Pedro, cantero. Diez años más tarde, Pedro Vázquez debió de pintar parte del templo así como el retablo y la figura de San Pelayo (trabajo realizado por el imaginero Juan  de Bueras). Al finalizar el siglo, el cantero local Francisco García utilizaba 25.500 maravedíes para hacer un entablamento. En 1611 hizo el coro Juan de Revola. La cerca de piedra que rodea la iglesia se levantó un siglo después, también por esas fechas se retocaba la imagen de San Pelayo, el retablo y el frontal del altar. Los dos retablos laterales están dedicados al Santo Cristo y a la Dolorosa. A comienzos del siglo XVII fundía las campanas Juan del Valle. Unos años después el cantero Juan García de Partearroyo reformaba buena parte de la iglesia. A mediados de siglo, Juan y Domingo de la Peña se comprometían a construir una nueva sacristía por 130 ducados. Como en tantos otros lugares a mediados del siglo XVIII era renovada la iglesia, desde la capilla mayor hasta la espadaña, es decir, casi completamente, correspondiendo al edificio actual
Además de la iglesia de San Pelayo, está la ermita de Nuestra Señora de Calleros, situada junto al monte, donde nace el arroyo Palacios y en el punto en el que confluyen los caminos procedentes de Las Viadas y Santa Coloma que llevaban a Losa y Valderejo. Es de planta cuadrada y con la cabecera más pequeña y muy saliente. Presenta el aspecto de una sencilla vivienda, con escasas ventanas y construida de mala mampostería. El retablo es barroco, y antiguamente hubo una ermitaña que cuidaba de ella. Aparece citada ya en 1273, en el fuero de Valderejo. Antiguamente existió otra ermita, Nuestra Señora de la Soledad.
En las inmediaciones del pueblo se encuentra el monasterio de San Julián de Tobalina. De él solo quedan escasos vestigios y el recuerdo entre el vecindario. Aparece citado en el año 967, cuando Doña Eldoara se lo entregó a los monjes de Oña. Posiblemente es el mismo que cita Doña Velasquita en 1073. Actualmente se encuentra gravemente amenazado, debido a la falta de interés municipal por recuperar sus restos. De gran interés resultan las estelas funerarias de factura medieval encontradas en la zona. Un artículo en euskera da cuenta del hallazgo de éstas. En concreto, se habla de que un tal "señor Juez" encontró la primera; la segunda se halló al construir una ampliación de la carretera, asociada a las tumbas del monasterio ya mencionado. Las estelas pueden identificarse como lápidas: ambas son prismáticas (parte que entra en la tierra) y están coronadas por una parte redondeada con una decoración de cruz griega que revela una cantería muy simple (según los investigadores, revela similitudes con la necrópolis de Palacios de la Sierra; además, la datan alrededor de finales del S. IX, haciendo mención a una tal"baxeliza"). 

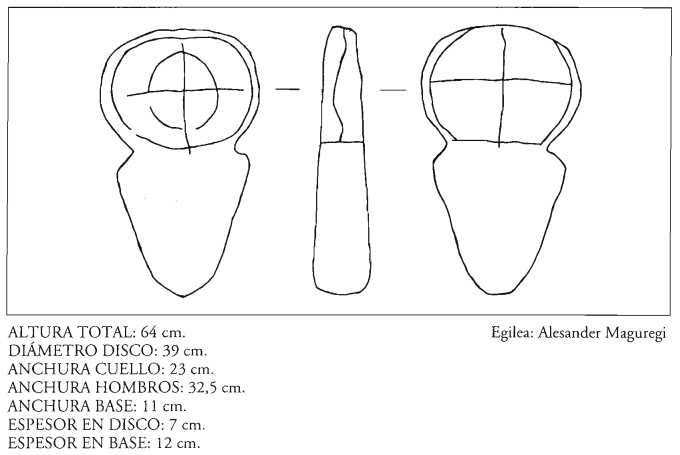
Dibujo arqueológico de la estela funeraria

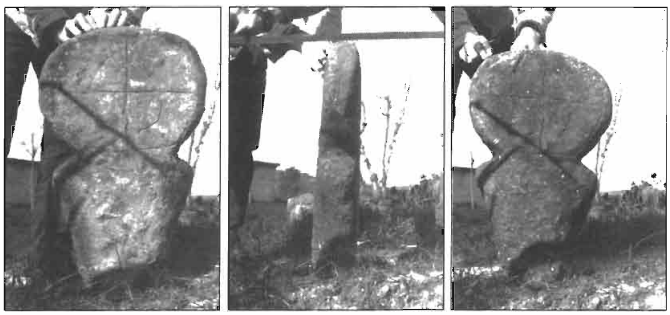
Fotografía de 1995 de la estela más representativa de aquéllas encontradas en las inmediaciones del monasterio de San Julián

Una de las moreras de más edad tras un na ciclogénesis explosiva. A los pies de dicha morera que está en las inmediaciones de la bolera (patrimonio cultural de Las Merindades) había un pequeño merendero pétreo, bastante rústico.

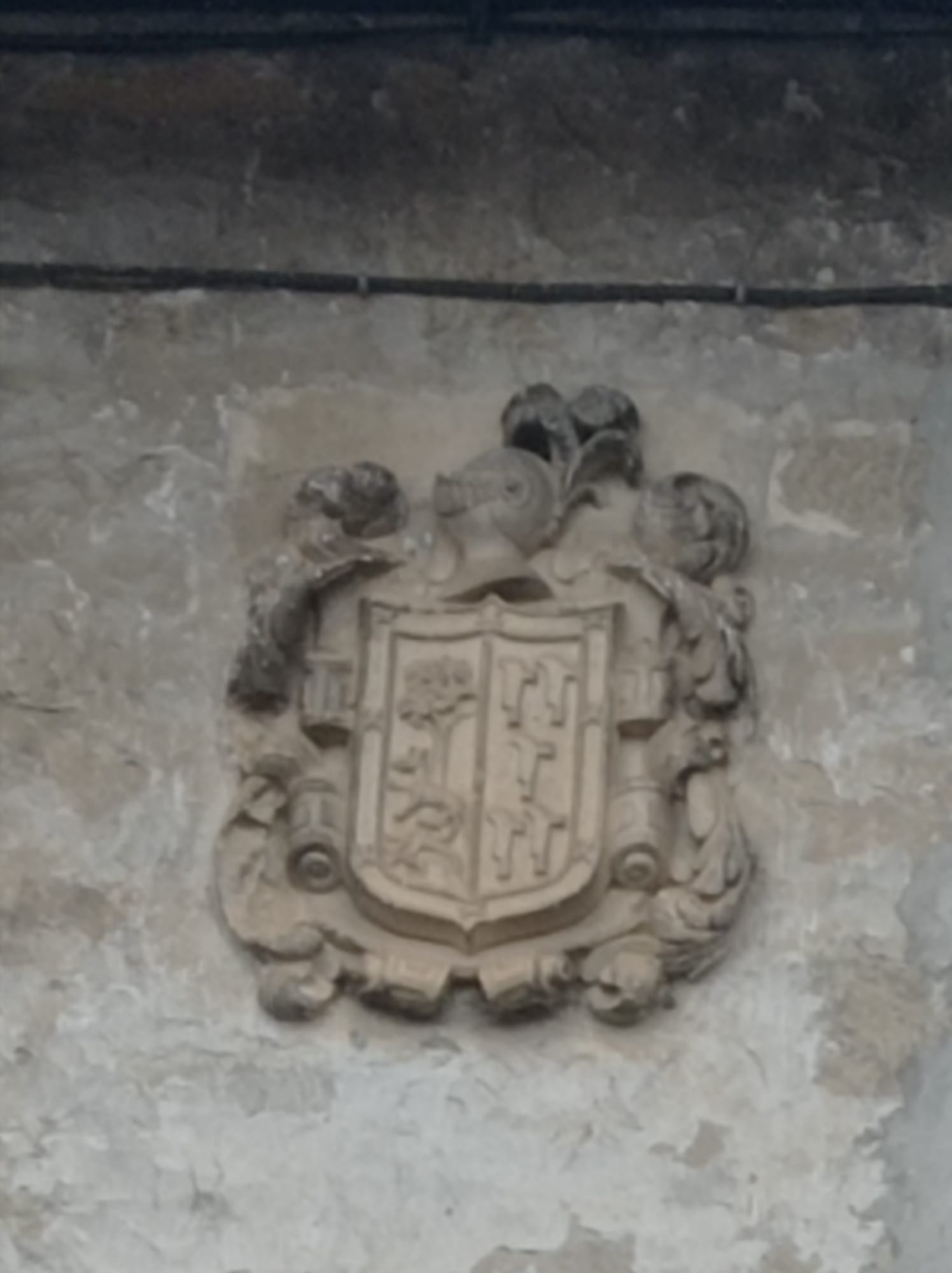
Escudo de la familia Rozas en una de las casas del pueblo

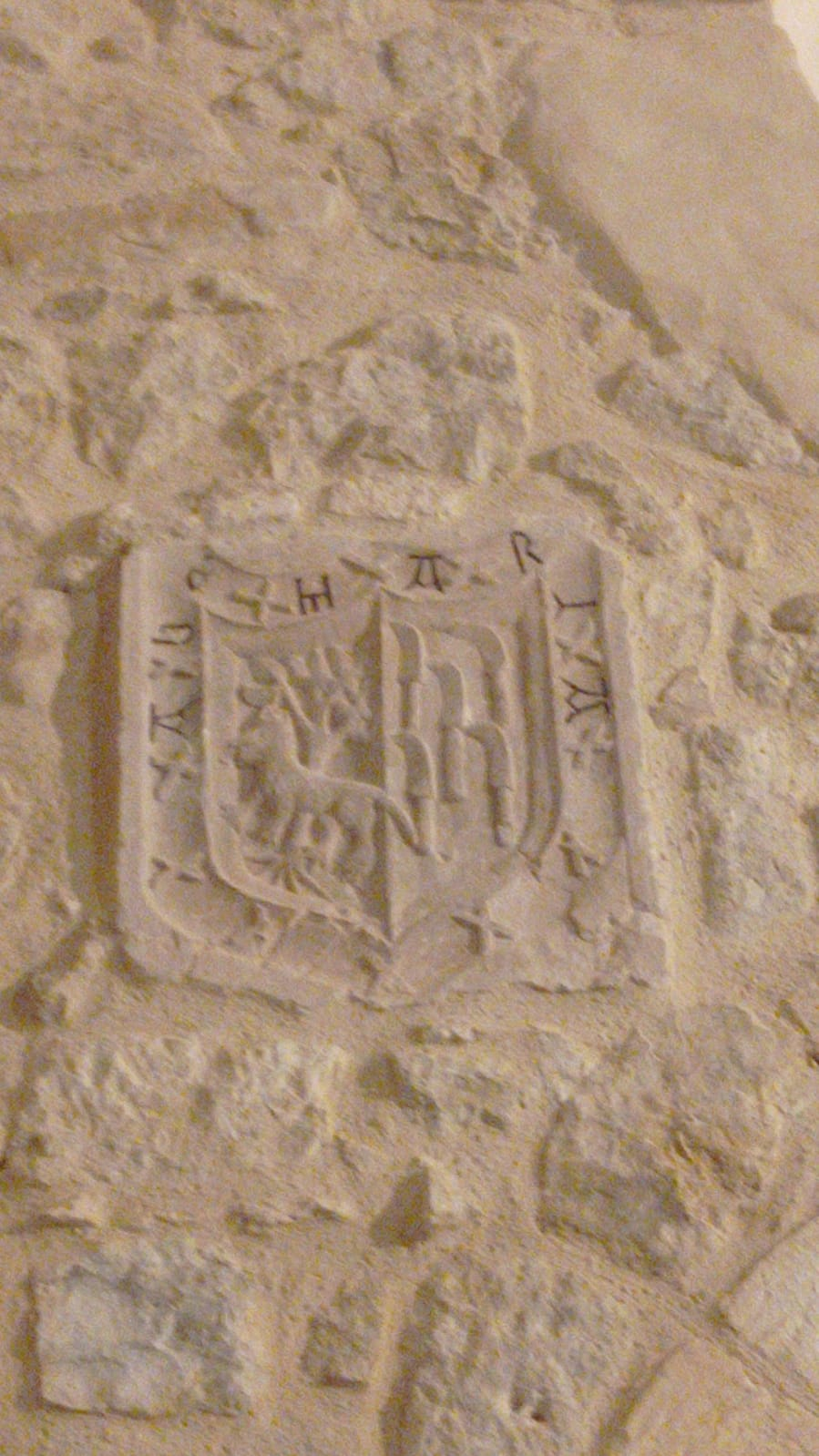
Escudo de la familia Rozas en el interior de la iglesia (nave izquierda). Se observan 12 aspas (y no 8) y entre éstas se puede leer la leyenda (AVE MARÍA). Éste es más temprano que el que se encuentra en la casa, posiblemente del S. XV o XVI.

En una casa de la plaza, puede verse un escudo de factura tardía, con decoración de armas caballerescas sobre él. Éste pertenecería a la familia "Roças". Presenta un escudo partido, 1.º un lobo y tras él un árbol (quizás un roble) 2.º hay cinco hoces (de podar) o espadas dispuestas verticalmente; lo rodea una bordura con 8 aspas (en los escudos de la iglesia son 12 aspas). 

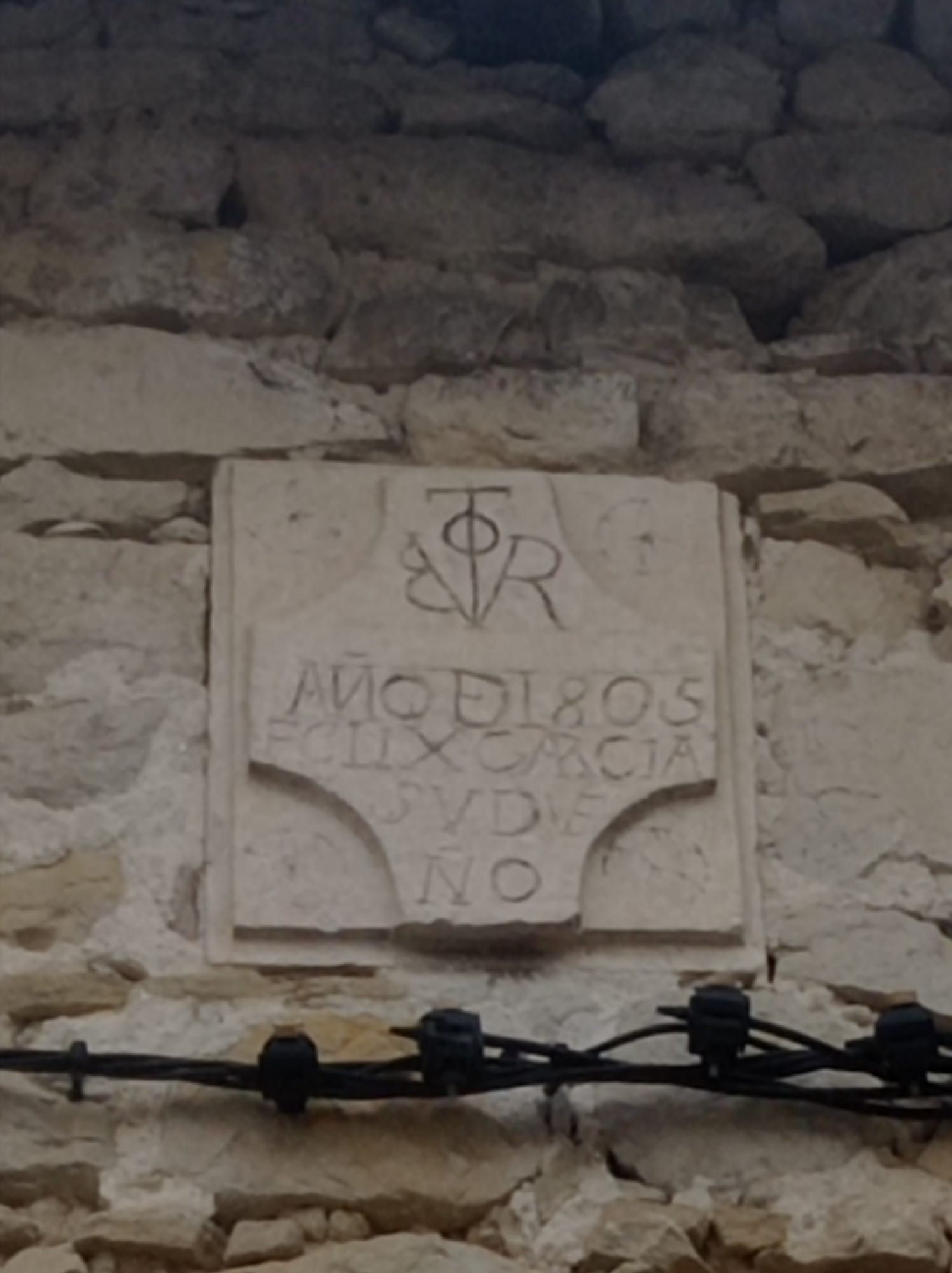
Escudo con vítor en el que se lee "AÑO DE 1805 FÉLIX GARCÍA SU DUEÑO"

Además de en esta casa torre, se encuentra el mismo escudo en la nave izquierda de la iglesia de San Pelayo: tanto en su exterior (se lee "roças", identificando a la familia) como en el interior (se lee entre las 12 aspas "Ave María"). En los capiteles decorados con ángeles del interior de dicha nave se ven marcas en tinta rojiza que posiblemente representaban el mismo escudo. 
En otra casa se ve un escudo con las trece estrellas de los Salazar. Se trasladó junto con otros materiales desde la torre de los Salazar, hace ya unos 70 años. Silvestre Gómez de Salazar tenía en la Prada una casa en el término de la Torre, su alto siete varas, su ancho doze y su largo lo mismo, toda aislada y rodeada de una gran finca. Parece que fue cuadrada y que ya se hallaba rebajada en esa época. En otras viviendas hay letreros pintados que hacen referencia a la construcción de las mismas en el S. XIX.

## Historia
Hasta 1394 la titularidad de la Prada recaía sobre los monarcas castellanos de forma directa. Fue en ese año cuando se concedió la villa (y por ende el valle) a Diego López de Estúñiga por Enrique III de Castilla, volviendo al poder real en 1396. A partir de ese año, Juan de Velasco trató de asentar su poder en el valle adquiriendo propiedades en distintas localidades, entre ellas La Prada ("Así aparecen recogidas en el mayorazgo que en 1414 fundó Juan de Velasco para su hijo primogénito.). Entre 1407 y 1410 vecinos de los concejos del Valle se quejaron frente a la imposición de Juan II de pagar pedidos para financiar la guerra contra Granada amparándose en los privilegios de "habitar en la muela" frente a lo que se realizó una investigación. En 1420, Juan II confirmó un privilegio concedido a Frías y al Valle en 1397 por el que estos dominios pasaban a propiedad de la Corona a perpetuidad. En 1446, el rey cambió de parecer y donó la ciudad al conde de Haro (familia de los Velasco) como premio por su participación en la batalla de Olmedo. En 1450 la ciudad se rindió a su nuevo señor y con ello el valle pasó bajo el poder de los Velasco. La población de La Prada era de 36 vecinos
En el Catastro de Ensenada de 1762, La Prada consta en la Intendencia de Burgos. Habría 17 labradores cobrando 2.9 reales de vellón por día de trabajo (de sol a sol) y otros 3 que cobran 1.4. Además, se indican 20 personas, 37 rentas y 25 vecinos, atendiendo a la terminología de la época y el documento
En el censo del Conde de Aranda (1768-1769) La Prada aparece con 56 varones y 53 mujeres, todos ellos exentos mediante la hidalguía, y otro estando exento además de la hidalguía, por real servicio a La Corona (109 habitantes en total y aparte de los mismos un párroco).
En el censo de Floridablanca de 1787 es nombrada como Villa del Valle de Tobalina, dentro del partido de Castilla la Vieja en Burgos, que junto con otros trece componían la Intendencia de Burgos entre 1785 y 1833.
Su jurisdicción era de señorío recayendo su titularidad en el Duque de Frías que era quien designaba al alcalde ordinario local. Tras la caída del Antiguo Régimen se incorpora al municipio de Valle de Tobalina, dentro del partido de Villarcayo de Merindad de Castilla la Vieja.  
Así se describe a La Prada en el tomo XIII del Diccionario geográfico-estadístico-histórico de España y sus posesiones de Ultramar, obra impulsada por Pascual Madoz a mediados del siglo XIX:

Lugar en la provincia, diócesis, audiencia territorial y capitanía general de Burgos (13 leguas), partido judicial de Villarcayo (5) y ayuntamiento titulado del valle de Tobalina (1); Situado en una llanura, donde reinan con más frecuencia los vientos del N, cuya circunstancia hace que su clima sea frío. Tiene 40 casas, con una del concejo; escuela de primera educación a la que asisten 14 alumnos, dotada con 13 fanegas de trigo; una fuente en el término llamado de Calleros, cuyas aguas son de buena calidad; una iglesia parroquial (San Pelayo) de la cual es aneja la de Rufrancos, sirviendo el culto de una y otra, un cura párroco y un sacristán; y finalmente una ermita (Nuestra Señora de Calleros) al pie de un monte en el término de su mismo nombre. Confina el término N valle de Valderejo; E las Viadas; S Parayuelo y Santa Coloma, y O Rufrancos. El terreno es gredoso y bastante fértil; hay un monte poblado de hayas, encinas, robles y enebros, el cual disfrutan en comunidad los pueblos de las Viadas, Rufrancos y el que nos ocupa. Los caminos son todos locales; y la correspondencia se recibe de la estafeta de Frías. Producciones: trigo y cebada; ganado lanar churro y caza de bastantes perdices, codornices y liebres. Industria: la agrícola y arriería. Población: 19 vecinos, 71 almas. Capital productivo: 176.600 reales. Imponible: 15.261.
Diccionario geográfico-estadístico-histórico de España y sus posesiones de Ultramar

En la Guerra Civil el Valle quedó en un primer momento en tierra de nadie, pero poco después en la llamada zona nacional. Un hecho decisivo fue la llegada al Valle del teniente Julio del Amo Sáiz con un grupo de guardia civiles, destituyendo al ayuntamiento republicano y nombrando uno nacional. Tras la Guerra Civil, en La Prada se depuró a una maestra (probablemente procedente del programa de educación republicano). Se trata de María de la Paz Urdampileta Arzanegui, nacida en 1897 y procedente de Guipúzcoa.

## Festividades
En la villa existen tres festividades:
- Nuestra Señora de Calleros, celebrada el primer sábado de junio, donde se lleva a cabo una romería y posterior comida popular en la que se traslada en procesión a la virgen de Calleros desde la iglesia del pueblo hasta la ermita del mismo nombre.
- San Pelayo, celebrada el 26 de junio. En esta fiesta es tradición pasear una talla renacentista del santo por las calles del pueblo, en procesión. .
- Natividad de la virgen, celebrada el 8 de septiembre.

Aunque no es propiamente una festividad del pueblo, tiene gran renombre la fiesta de San Lorenzo, el 10 de agosto. En ella muchos senderistas marchan hasta la ermita homónima, en el parque de Valderejo. Un gran número de los que provienen de pueblos vecinos pasan por La Prada en el curso del trayecto.  

## Demografía
Aunque la comarca de Las Merindades ha experimentado un fuerte descenso poblacional, especialmente en los núcleos de población pequeños, como es La Prada que en 2022 tiene 26 habitantes censados, en los meses de verano la población aumenta ya que la mayoría de casas son habitadas por personas que viven fuera del pueblo, casi todos en Bilbao y alrededores, y que solo van allí en vacaciones y fines de semana. Últimamente también nuevos pobladores de Castilla o de la zona de País Vasco queriendo adoptar el modo de vida rural, lo que ha revitalizado la zona. 
Este gráfico muestra la evolución demográfica del pueblo entre los años 2000 y 2017:
| Gráfica de evolución demográfica de La Prada entre 2000 y 2017     |
|                                                                    |
| Población de derecho (2000-2017) según el padrón municipal del INE |

## Administración
En las elecciones municipales de 2023 concurre una única candidatura, presentada por el Partido Popular. La Prada, al ser una entidad local menor, cuenta con una junta vecinal o concejo, que está compuesta por:
- Javier Juez Ortega, Alcalde pedáneo
- Aingeru Juez Juez, secretario-interventor y vocal.

## Escudo y Bandera
El escudo y bandera de La Prada, confeccionados por la Sociedad Española de Vexilología fueron adoptados en sesión de la Junta Vecinal de 28 de enero de 2024, siendo dicho acuerdo posteriormente ratificado por el pleno del Ayuntamiento de Valle de Tobalina el 27 de junio del mismo año.

### Escudo
Al no haber constancia de que La Prada haya usado algún escudo u otro símbolo propio con anterioridad, se decidió adoptar uno de nueva creación, cuya descripción es la siguiente:
“De plata, un monte de sinople de tres cimas, la central, más alta, aclarada de un agujero irregular; el monte cargado con una ermita de oro, mazonada de sable y superada por una hoja de palma y una espiga de trigo, ambas de oro y cruzadas en aspa; en punta, ondas de plata y azur. Al timbre, corona real cerrada.”

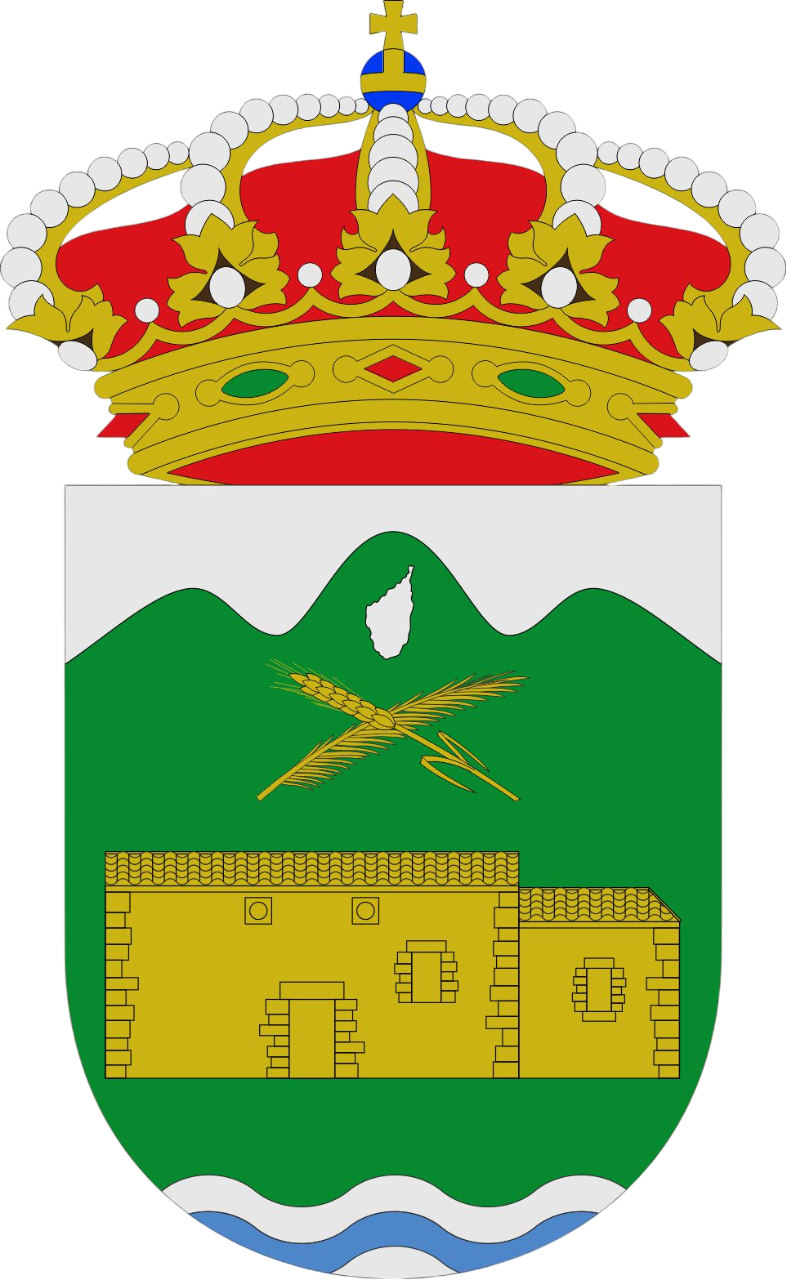
Escudo del pueblo de La Prada

El monte representa a la sierra de Arcena, a cuyos pies se encuentra situado el pueblo, y la cima central aparece horadada en representación de la Peña Agujero que forma parte de dicha sierra. La ermita es la de Calleros, principal edificio histórico-artístico de la localidad, mientras que la hoja de palma alude a San Pelayo Mártir, santo a quien está dedicada su iglesia; la espiga con la que se cruza representa a la agricultura de dicho cereal. Por último, las ondas al pie del escudo simbolizan a los arroyos de Prada y de Revilla que surcan el territorio.

### Bandera
El diseño se basa en los colores del escudo: el verde del monte y el blanco y azul de las ondas.
”Paño rectangular cuya longitud es una vez y media su altura, dividido en cinco franjas horizontales, desde arriba abajo de color azul, blanco, verde, blanco y azul. La franja verde tendrá una anchura equivalente a cuatro veces la anchura de cada una de las franjas azules y blancas. En el caso de que la bandera ostente el escudo, éste irá en el centro del paño, comuna altura equivalente a la mitad de la altura total del paño.”